# Mîtkivka, Trosteaneț
Mîtkivka (în ucraineană Митківка) este un sat în comuna Hordiivka din raionul Trosteaneț, regiunea Vinnița, Ucraina.

## Demografie
Componența lingvistică a localității Mîtkivka
     Ucraineană (98,99%)
     Rusă (1,01%)
Conform recensământului din 2001, majoritatea populației localității Mîtkivka era vorbitoare de ucraineană (98,99%), existând în minoritate și vorbitori de rusă (1,01%).